# Mischa Bredewold
Mischa Bredewold (ur. 20 czerwca 2000 w Amersfoort) – holenderska kolarka szosowa.

## Osiągnięcia
Opracowano na podstawie:

2021
- 4. miejsce w Baloise Ladies Tour
  - 1. miejsce w klasyfikacji młodzieżowej
  - 1. miejsce na 1. etapie

2022
- 3. miejsce w Leiedal Koerse
- 1. miejsce w À travers les Hauts-de-France
- 2. miejsce w Tour de la Semois
  - 1. miejsce w klasyfikacji punktowej
  - 1. miejsce na 1. etapie

2023
- 3. miejsce w Thüringen Ladies Tour
  - 1. miejsce na 1. i 2. etapie
- 1. miejsce w Classic Lorient Agglomération
- 1. miejsce w mistrzostwach Europy (start wspólny)

2024
- 2. miejsce w Omloop van het Hageland
- 2. miejsce w Itzulia Women
  - 1. miejsce na 1. i 2. etapie
- 2. miejsce w mistrzostwach Holandii (start wspólny)
- 2. miejsce w Thüringen Ladies Tour
  - 1. miejsce na 5. etapie
- 1. miejsce w Classic Lorient Agglomération

## Rankingi
| Rok            | 2021 | 2022 | 2023 | 2024 |
| -------------- | ---- | ---- | ---- | ---- |
| Ranking UCI    | 98.  | 56.  | 33.  | 21.  |
| UCI World Tour | 80.  | 52.  | 47.  | 20.  |
|                |      |      |      |      |
| Źródło: UCI    |      |      |      |      |